# Glover (Familienname)
Glover ist ein englischer Personenname.

## Herkunft und Bedeutung
Glover ist ein Berufsname für eine Person, die Handschuhe hergestellt oder verkauft (Handschuhmacher). Er kommt vom mittelenglischen „glovere“.

## Namensträger
- Amanda Glover (* 1970), britische Volleyballspielerin und -trainerin
- Ann Glover († 1688), irische Frau, in Neuengland als Hexe hingerichtet
- Anne Glover (* 1956), britische Biologin
- Anwan Glover (* 1975), US-amerikanischer Musiker und Film- und Fernsehschauspieler.
- Beverley Glover (* 1972), britische Botanikerin und Hochschullehrerin
- Brian Glover (1934–1997), britischer Schauspieler
- Bruce Glover (1932–2025), US-amerikanischer Schauspieler
- Caden Glover (* 2007), US-amerikanischer Fußballspieler
- Candice Glover (* 1989), US-amerikanische Sängerin
- Corey Glover, Sänger bei Living Colour
- Crispin Glover (* 1964), US-amerikanischer Schauspieler
- Dana Glover (* 1972), US-amerikanische Sängerin
- Danny Glover (* 1946), US-amerikanischer Schauspieler
- David Delano Glover (1868–1952), US-amerikanischer Politiker
- Denis Glover (1912–1980), neuseeländischer Dichter, Journalist und Verleger
- Dion Glover (* 1978), US-amerikanischer Basketballspieler
- Donald Glover (* 1983), US-amerikanischer Schauspieler, Schriftsteller und Musiker
- Edward Glover (1885–1980), US-amerikanischer Leichtathlet
- Edward Glover (Psychoanalytiker) (1888–1972), britischer Arzt und Psychoanalytiker
- Ernest Glover (1891–1954), britischer Langstreckenläufer
- Frank Glover (* 1963), US-amerikanischer Musiker und Komponist
- Fred Glover (1928–2001), kanadischer Eishockeyspieler und -trainer
- Fred W. Glover (* 1937), US-amerikanischer Mathematiker
- Gary Glover (* 1976), US-amerikanischer Baseballspieler
- Guy Glover (1910–1988), kanadischer Filmproduzent
- Helen Glover (* 1986), britische Ruderin
- Henry Glover (1921–1991), US-amerikanischer Produzent, Komponist und Arrangeur
- Ian Glover (* 1978), englischer Snookerspieler
- James Glover (General) (1929–2000), britischer General
- Jamie Glover (* 1969), britischer Schauspieler und Sprecher
- Jane Glover (* 1949), britische Dirigentin und Musikwissenschaftlerin
- Jesse R. Glover (1935–2012), US-amerikanischer Kampfsportler
- John Glover (Maler) (1767–1849), britischer Landschaftsmaler
- John Glover (Chemiker) (1817–1902), britischer Chemiker
- John Glover (Fußballspieler) (1876–1955), englischer Fußballspieler
- John Glover  (* 1944), US-amerikanischer Schauspieler
- John Milton Glover (1852–1929), US-amerikanischer Politiker
- John Montgomery Glover (1822–1891), US-amerikanischer Politiker
- Jose Glover († 1638), nonkonformistischer Geistlicher und Pionier des Buchdrucks
- Julian Glover (* 1935), englischer Schauspieler
- Lucas Glover (* 1979), US-amerikanischer Golfer
- Lucy Glover (* 1998), britische Ruderin
- Mae Glover (1906–1985), US-amerikanische Bluessängerin
- Malcolm Glover (1897–1970), britischer Generalmajor
- Martin Glover (* 1960), englischer Produzent und Musiker, siehe Youth (Musiker)
- Mike Glover (Boxer) (1890–1917), US-amerikanischer Boxer
- Mike Glover (Ingenieur) (Michael John Glover), britischer Bauingenieur
- Nicole Glover (1991), US-amerikanische Jazzmusikerin
- Pat Glover (1910–1971), walisischer Fußballnationalspieler
- Randy Glover, US-amerikanischer Computerspielprogrammierer
- Richard Glover (1712–1785), englischer Dichter
- Robert Mortimer Glover (1815–1859), britischer Arzt
- Roger Glover (* 1945), britischer Bassist
- Sandra Glover (* 1968), US-amerikanische Leichtathletin
- Sarah Glover (1785–1867), britische Musikpädagogin
- Savion Glover (* 1973), US-amerikanischer Tänzer, Schauspieler und Choreograf
- Shelley Glover (1986–2004), US-amerikanische Skirennläuferin
- Stanley Glover (1908–1964), kanadischer Leichtathlet
- Stephen Glover (Antiquar) († 1869), britischer Antiquar und Autor
- Stephen Glover (Komponist) (1813–1870), britischer Komponist
- Stephen Glover (Journalist) (* 1952), britischer Journalist
- Stephen Glover (Drehbuchautor), US-amerikanischer Rapper und Drehbuchautor
- Stephen Gilchrist Glover, bekannt als Steve-O (* 1974), US-amerikanischer Aktionskünstler, Entertainer und Stuntman
- Terrot R. Glover (1869–1943), britischer Klassischer Philologe
- Thomas Glover (Politiker) (1852–1913), britischer Politiker
- Thomas Glover (Fußballspieler) (* 1997), australischer Fußballspieler
- Thomas Blake Glover (1838–1911), britischer Kaufmann
- Tim Glover (* 1990), US-amerikanischer Speerwerfer
- Tony Glover (1939–2019), US-amerikanischer Mundharmonikaspieler und Sänger
- Townend Glover (1813–1883), US-amerikanischer Entomologe
- Trilby Glover (* 1979), australische Schauspielerin
- Victor J. Glover (* 1976), US-amerikanischer Astronaut